# Gustav Hedenvind-Eriksson

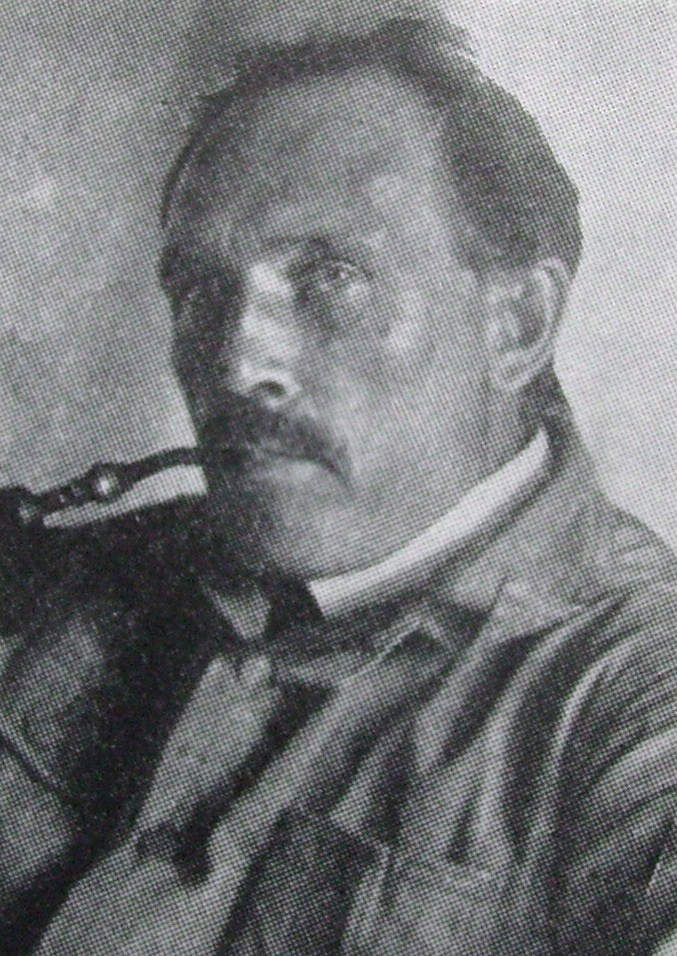
Gustav Hedenvind-Eriksson

Gustav Hedenvind-Eriksson (Alanäs socken, 17 de mayo de 1880-Estocolmo, 17 de abril de 1967) fue un escritor de Suecia. Debutó en 1910 con su novela Ur en fallen skog. Más tarde publicó las novelas Vid Eli vågor en 1914, Järnets gåta en 1921 y På friköpt jord en 1930. En sus libros narra sus experiencias como leñador, peón de obra o marinero, y se inspiran en los cuentos orales de su infancia. Ganó el Premio Dobloug en 1959.